# GSFC Complex INA
GSFC Complex INA é uma cidade e uma industrial notified area no distrito de Vadodara, no estado indiano de Guzerate.

## Demografia
Segundo o censo de 2001, GSFC Complex INA tinha uma população de 3036 habitantes. Os indivíduos do sexo masculino constituem 52% da população e os do sexo feminino 48%. GSFC Complex INA tem uma taxa de alfabetização de 78%, superior à média nacional de 59.5%: a literacia no sexo masculino é de 81% e no sexo feminino é de 76%. Em GSFC Complex INA, 16% da população está abaixo dos 6 anos de idade.